# Беньяміно Ді Джакомо
Беньяміно Ді Джакомо (італ. Beniamino Di Giacomo, нар. 13 листопада 1935, Порто-Реканаті) — італійський футболіст, що грав на позиції нападника, зокрема за «Наполі» та «Інтернаціонале», а також за національну збірну Італії.
Чемпіон Італії. Володар Кубка чемпіонів УЄФА. 

## Клубна кар'єра
Народився 13 листопада 1935 року в місті Порто-Реканаті. Вихованець футбольної школи клубу «Кастельфідардо». Дорослу футбольну кар'єру розпочав 1954 року в основній команді того ж клубу, в якій провів один сезон, взявши участь у 31 матчі чемпіонату. 
Згодом відігравши протягом 1955—1957 років за СПАЛ, приєднався до «Наполі», в якому протягом чотирьох сехонів був основним гравцем атакувальної ланки.
Згодом з 1961 по 1962 рік грав за «Лекко» і «Торіно», після чого став гравцем «Інтернаціонале». Протягом двох сезонів, проведених в «Інтері» гравцем основного складу не став, утім здобув титули чемпіона Італії і володаря Кубка чемпіонів УЄФА.
З міланського гранта перейшов до значно скромнішої «Мантови», у складі якої взяв участь у понад сотні ігор протягом 1964–1968 років, після чого захищав кольори «Чезени» та «Анконітани».
Завершив ігрову кар'єру у нижчоліговій команді «Фано», за яку виступав протягом 1972—1973 років.

## Виступи за збірну
1964 року провів свій єдиний матч у складі національної збірної Італії.

## Кар'єра тренера
Розпочав тренерську кар'єру, очоливши тренерський штаб клубу «Фабріано». Згодом до кінця 1980-х років працював ще з низкою італійських нижчолігових команд.
| Дата      | Місто   | Господарі | Результат | Гості | Турнір           | Голи | Примітки |
| --------- | ------- | --------- | --------- | ----- | ---------------- | ---- | -------- |
| 5-12-1964 | Болонья | Італія    | 3 – 1     | Данія | товариський матч | -    | 46'      |
| Усього    |         | Матчів    | 1         |       | Голів            | 0    |          |

## Титули і досягнення
- Чемпіон Італії (1):

«Інтернаціонале»: 1962-1963
- Володар Кубка чемпіонів УЄФА (1):

«Інтернаціонале»: 1963-1964